# Colin Hendry
Edward Colin Hendry (Keith, 7 dicembre 1965) è un ex calciatore e allenatore di calcio scozzese, di ruolo difensore.

## Caratteristiche tecniche
Colin Hendry nasce calcisticamente come attaccante. È durante la sua prima esperienza al Blackburn che avviene la trasformazione in arcigno difensore.

## Carriera

### Giocatore

#### Club
Cresce calcisticamente nelle file delle squadre locali Keith e Islavale. Nel 1983 il Dundee Football Club gli offre un contratto da professionista. A metà della stagione 1986/1987  si trasferisce in Inghilterra, al Blackburn, dove registra 102 presenze e ben 22 gol fino a dicembre 1989, quando viene prelevato dal Manchester City.  Qui le cose vanno a gonfie vele per lui fino a essere nominato giocatore dell'anno nella stagione 1989/1990. A fine stagione, l'allenatore della squadra, Howard Kendall decide di lasciare la squadra. Il suo sostituto, Peter Reid, non prende troppo in considerazione il giocatore, così, a Colin, non resta che lasciare Manchester per tornare al Blackburn. Il ritorno a Blackburn coinciderà con uno dei momenti migliori per la squadra, il culmine sarà la vittoria in Premiership nel 1995. Nel 1998 il Blackburn arriva penultimo e viene retrocesso.
Colin lascia l'Inghilterra per coronare il suo sogno di infanzia, giocare per il Rangers. Qui centra il grande slam scozzese il primo anno vincendo campionato, coppa di lega e coppa di Scozia. I rapporti con l'allenatore Dick Advocaat però non sono dei migliori. L'allenatore olandese sostiene infatti che Colin non sia il suo “giocatore tipo”. Alla fine della stagione 2000 Colin lascia la Scozia e torna in Inghilterra, dove gioca per il Coventry City, il Bolton Wanderers, il Preston North End e, infine, Il Blackpool. Nel 2003 decide di lasciare il calcio giocato per diventare allenatore.

#### Nazionale
Vanta 51 presenze e 3 gol con la maglia della nazionale di calcio scozzese, con la quale ha partecipato al Campionato europeo 1996 in Inghilterra e al Mondiale francese 1998.
Nella sua carriera in nazionale (51 presenze) ha segnato solo 3 reti. Due di queste le ha segnate nella sua ultima partita giocata per la nazionale il 28 marzo 2001 contro San Marino (4-0), partita che costò anche al giocatore 6 giornate di squalifica, per le gomitate al sammarinese Nicola Albani.

### Allenatore
La sua carriera di allenatore comincia nel 2004, esattamente nella squadra in cui era finita quella di giocatore, il Blackpool. L'esperienza dura circa un anno e mezzo. Nel novembre 2004 viene esonerato.
Dal giugno 2006 ricopre il ruolo di allenatore in seconda nelle file del Boston United.

## Palmarès

### Club

#### Competizioni nazionali
- Campionato inglese: 1

Blackburn: 1994-1995
- Campionato scozzese: 2

Rangers: 1998-1999, 1999-2000
- Coppa di Scozia: 2

Rangers: 1998-1999, 1999-2000
- Scottish League Cup: 1

Rangers: 1998-1999

#### Individuale
- Calciatore dell'anno del Manchester City: 1

1989